# نوربرت لواكر
نوربرت لواكر Norbert Loacker (ولد في 22 يوليو 1939 في ألتباخ في مقاطعة فورالبرج) هو أديب نمساوي.
ولد لواكر في ألتباخ وبدأ دراسة الطب في جامعة فيينا، ثم تحول إلى دراسة الفلسفة والصرف القديم. وحين حصل على الليسانس انتقل للعيش في سويسرا. وهناك بدأ يدرّس التاريخ في زيورخ. وأقام في كالتنباخ قرب شافهاوزن. نال عضوية نادي القلم النمساوي، ونادي القلم النمساوي الألماني واتحاد كتاب فورالبرج.

## من أعماله
- موسيقى مادالينا (رواية 1995)